# Крастинис, Фридис
Фридис Крастинис (лит. Fridis Krastinis; 8 марта 1908, Валдомай — 22 октября 1986, Каунас) — литовский советский общественный деятель, руководитель Комитета по радиовещанию Литовской ССР.

## Биография
В 1926 году вступил в Коммунистическую партию Литвы, был известен там под прозвищем «Раполас». С 1929 по 1936 годы и с 1939 по 1940 годы находился в тюрьме по обвинению в антигосударственной деятельности. Распространял подпольную литературу и прессу (в том числе газету «Революцинис дабрининкас»). С 1938 по 1941 годы состоял в ЦК Коммунистической партии Литвы. После присоединения Литвы к СССР работал в Каунасском отделении НКВД и проводил аресты литовских националистов, с 1940 по 1941 годы — комиссар милиции в Каунасе. После начала Великой Отечественной войны эвакуирован в Москву, где работал с 1941 по 1944 годы.
После освобождения Литвы перешёл на работу в литовское отделение НКВД, с 1945 по 1946 годы заседал в горисполкоме Каунаса. С 1948 года — член Кедайняйского окружного комитета ЛКП(б), с 1954 по 1955 годы первый секретарь Тельшяйского райкома. С 1949 по 1951 и с 1953 по 1954. заместитель секретаря ЦК Компартии Литвы. С 1951 по 1952 годы — глава Комитета по радиовещанию Литовской ССР. С 1941 по 1952 и 1954 по 1956 годы — член Ревизионной комиссии Компартии Литвы, с 1952 по 1954 годы кандидат в ЦК.
В 1958 году окончил Высшую партийную школу. С 1959 по 1979 годы преподаватель в Литовской академии сельского хозяйства (с 1963 года доцент). Заслуженный работник культуры Литовской ССР (1968).